# ウォーブリンガー
ウォーブリンガー（Warbringer）は、アメリカ合衆国出身のスラッシュメタル・バンド。
「ヴァイオレイター」「ガマ・ボム」らと共に、2000年代後半のスラッシュメタル・リバイバルムーヴメントで台頭。サンフランシスコ産スラッシュメタル『ベイエリア・スラッシュ』を継承しているバンドの一つ。

## 略歴

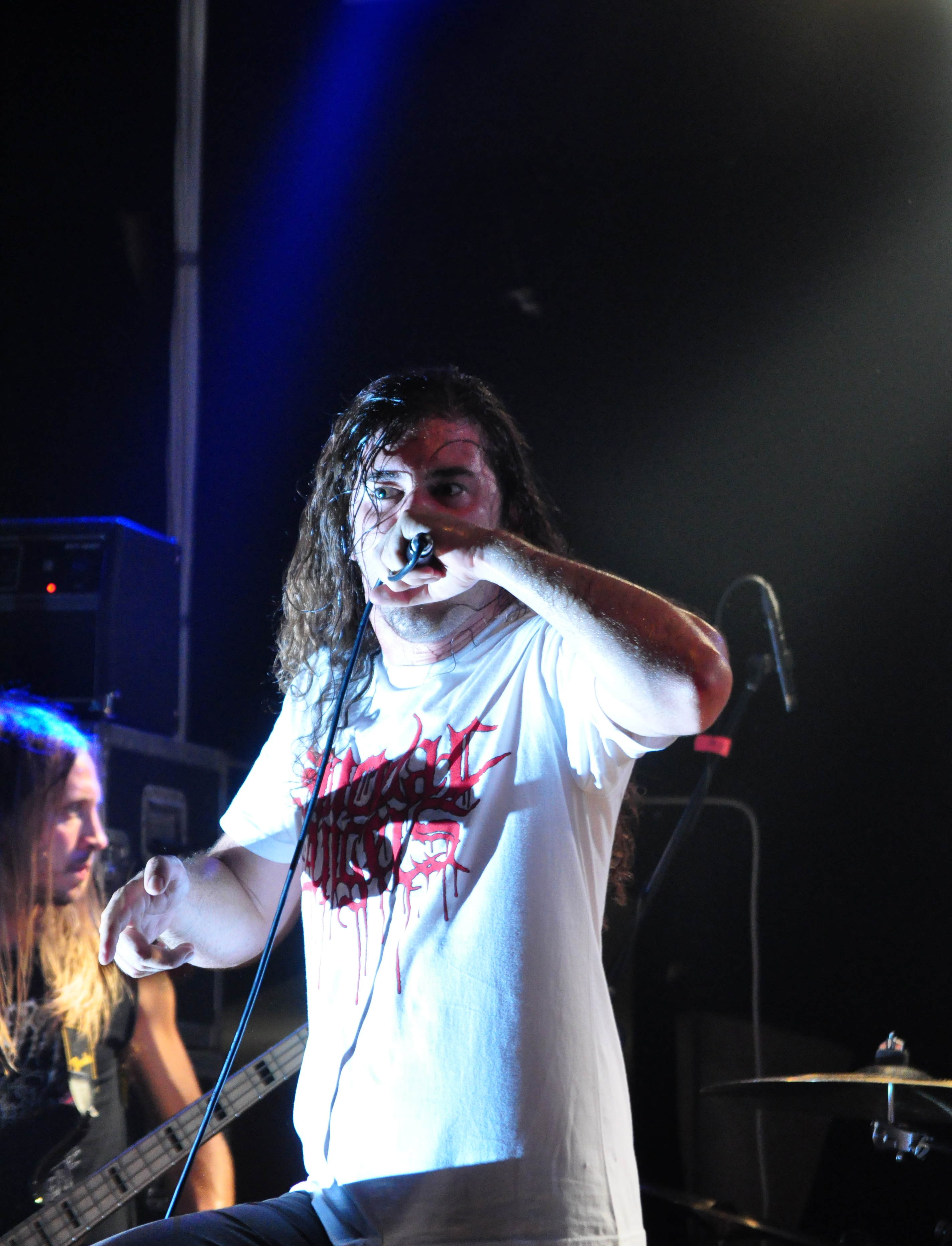
創設者ジョン・ケヴィル(Vo) 2012年

2004年に、カリフォルニアでアンディ・ロックス、ジョン・ロックス、アダム・キャロル、ジョン・ケヴィル、ライアン・ベイツの五人により結成。結成当初は「オンスロート」と名乗っていたが、イギリスに既に同名のバンドが存在していた事から後に「ウォーブリンガー」と改名した。
「センチュリー・メディア・レコード」と契約し、2008年に1stアルバム『War Without End』をリリース。（契約のきっかけとなったロサンゼルスでのローカルギグは、元々センチュリー・メディアとは別のレーベル(L.Aのローカルレーベル)の関係者にアピールする為に開いたギグであった。が、そのギグをセンチュリー・メディアの関係者が偶然見ており、バンドの事を気に入ったため、契約を獲得したという。）1stアルバムリリース後にライアン・ベイツとアンディ・ロックスが脱退。バンドは代わりにドラムにニック・リッター、ベースにベン・ベネットを加入させ、ヴァッケン・オープン・エアでのライヴを含むヨーロッパ・ツアーを敢行した。
2009年5月19日にエクソダスのゲイリー・ホルトをプロデューサーとして迎えた2ndアルバム『Waking into Nightmares』をリリース。このアルバムはビルボードのチャート14位に達した。同年7月、イギリスで「テスタメント」「オンスロート」のサポートを務めた後にベン・ベネットが脱退。初代ベーシストのアンディ・ロックスが復帰した。
2010年、「トキシック・ホロコースト」「ミュニシパル・ウェイスト」と共に初来日し、HM系イベント「EXTREME THE DOJO vol.24」に出演。
2011年、ニック・リッターが脱退、カルロス・クルーズを迎えての3rdアルバム『Worlds Torn Asunder』をリリース。
2012年に創設メンバー アンディ・ロックスが脱退。翌2013年、4thアルバム『IV: Empires Collapse』をリリース。以降も創設メンバー、ジョン・ロックスらをはじめとする脱退が相次ぐ。
メンバーの変遷を経た後、2017年に5thアルバム『Woe to the Vanquished』をリリース。翌2018年、HM系イベント「THRASH DOMINATION 18」の出演にて来日公演。

## メンバー

### 現ラインナップ
- ジョン・ケヴィル　John Kevill - ボーカル (2004– )
- アダム・キャロル　Adam Carroll - ギター/ドラム (2004–2012, 2013– )
- チェイス・ベッカー　Chase Becker - ギター (2016– )
- ジェシー・サンチェス　Jessie Sanchez - ベース (2016– )
- カルロス・クルーズ　Carlos Cruz - ドラムス (2011–2014, 2015– )

### 旧メンバー
- ジョン・ロックス　John Laux – ギター (2004–2014)
- アンディ・ロックス　Andy Laux – ベース (2004–2008, 2009–2012)
- ライアン・ベイツ　Ryan Bates – ドラムス (2004–2008)
- ニック・リッター　Nic Ritter – ドラムス (2008–2011; died 2017)
- ベン・ベネット　Ben Bennet – ベース (2008–2009)
- ベン・モッツマン　Ben Mottsman – ベース (2012–2014)
- アンドリュー ベネット　Andrew Bennett – ギター (2012)
- ジェフ・ポッツ　Jeff Potts – ギター (2012–2013)
- ノア・ヤング　Noah Young – ギター (2014–2015)
- アレックス・マルムクイスト　Alex Malmquist – ベース (2014–2015)
- ビッケン・ホヴセピアン　Vicken Hovsepian – ドラムス (2014–2015)

## ディスコグラフィー

### スタジオアルバム
- 2008: War Without End （ウォー・ウィズアウト・エンド）
- 2009: Waking into Nightmares （ウェイキング・イントゥ・ナイトメアズ）
- 2011: Worlds Torn Asunder （ワールズ・トーン・アサンダー）
- 2013: IV: Empires Collapse
- 2017: Woe to the Vanquished（ウォ・トゥ・ザ・ヴァンクウィッシュド）
- 2020: Weapons of Tomorrow（ウェポンズ・オブ・トゥモロー）

### EP
- 2006: One By One, The Wicked Fall

### シングル
- 2009: Limited Edition Rough Mix Tracks
- 2011: Shattered Like Glass
- 2011: Living Weapon

### デモ
- 2004: Warbringer Demo
- 2005: Born of the Ruins

### スプリット
- 2010: Warbringer VS. Dew-Scented